# Velpke
Velpke er en kommune i den nordøstlige del af Landkreis Helmstedt, i den sydøstlige del af den tyske delstat Niedersachsen. Den har en befolkning på knap 4600 mennesker (2012), og er
administrationsby i amtet (Samtgemeinde) Velpke.

## Geografi
Velpke ligger mellem Naturparkerne Elm-Lappwald og Drömling, omkring 20 km nord for Helmstedt, og 10 km øst for Wolfsburg.

### Inddeling
Ud over Velpke ligger landsbyerne Meinkot og Wahrstedt (med Büstedt) i kommunen.